# Kūek
Kūek (persiska: گوئيك, كُوِيك, كَواعيك, Gū’īk, کواک) är en ort i Iran.   Den ligger i provinsen Hormozgan, i den sydöstra delen av landet, 1 300 km sydost om huvudstaden Teheran. Kūek ligger 47 meter över havet och antalet invånare är 579.
Terrängen runt Kūek är platt åt sydost, men åt nordväst är den kuperad.Runt Kūek är det mycket glesbefolkat, med 7 invånare per kvadratkilometer. Närmaste större samhälle är Jāsk, 16,5 km söder om Kūek. Trakten runt Kūek är ofruktbar med lite eller ingen växtlighet.